# 特泰克斯足球俱樂部
特泰克斯足球俱樂部为北馬其頓共和國的一家足球俱樂部，主场位於泰托沃。球隊目前參加馬其頓甲組足球聯賽的賽事。

## 外部連結
- Supporters Website （馬其頓文）
- Club info at MacedonianFootball （页面存档备份，存于） （英文）
- Football Federation of Macedonia （页面存档备份，存于） （馬其頓文）